# Личин (Великопольське воєводство)
Личин (пол. Łyczyn) — село в Польщі, у гміні Ставішин Каліського повіту Великопольського воєводства.
Населення — 84 особи (2011).
У 1975-1998 роках село належало до Каліського воєводства.

## Демографія
Демографічна структура станом на 31 березня 2011 року:
|          | Загалом | Допрацездатний вік | Працездатний вік | Постпрацездатний вік |
| -------- | ------- | ------------------ | ---------------- | -------------------- |
| Чоловіки | 41      | 7                  | 29               | 5                    |
| Жінки    | 43      | 10                 | 24               | 9                    |
| Разом    | 84      | 17                 | 53               | 14                   |